# Peer Augustinski
Peer Augustinski (ur. 25 czerwca 1940 w Berlinie, zm. 3 października 2014 w Overath) – niemiecki aktor teatralny, telewizyjny, filmowy i głosowy, prezenter telewizyjny, lektor audiobooków, oficjalny aktor dubbingowy Robina Williamsa.

## Życiorys
Był synem koncertmistrza i wiolonczelistki. Ojciec zginął podczas II wojny światowej. Matka po wojnie występowała w orkiestrze cyrkowej, sposobiąc syna do kariery muzycznej. Dzieciństwo spędził w Ribnitz-Damgarten we Wschodnich Niemczech. W wieku ośmiu lat pobierał lekcje gry na fortepianie. W 1954 rozpoczął naukę w szkole muzycznej w Neustrelitz. Wprawdzie opanował grę na sześciu instrumentach, jednak nigdy nie podjął pracy jako zawodowy muzyk. W 1957 przeniósł się do Republiki Federalnej Niemiec, a następnie w 1961 rozpoczął studia w renomowanej szkole teatralnej im. Maxa Reinhardta w Berlinie.

### Kariera aktorska

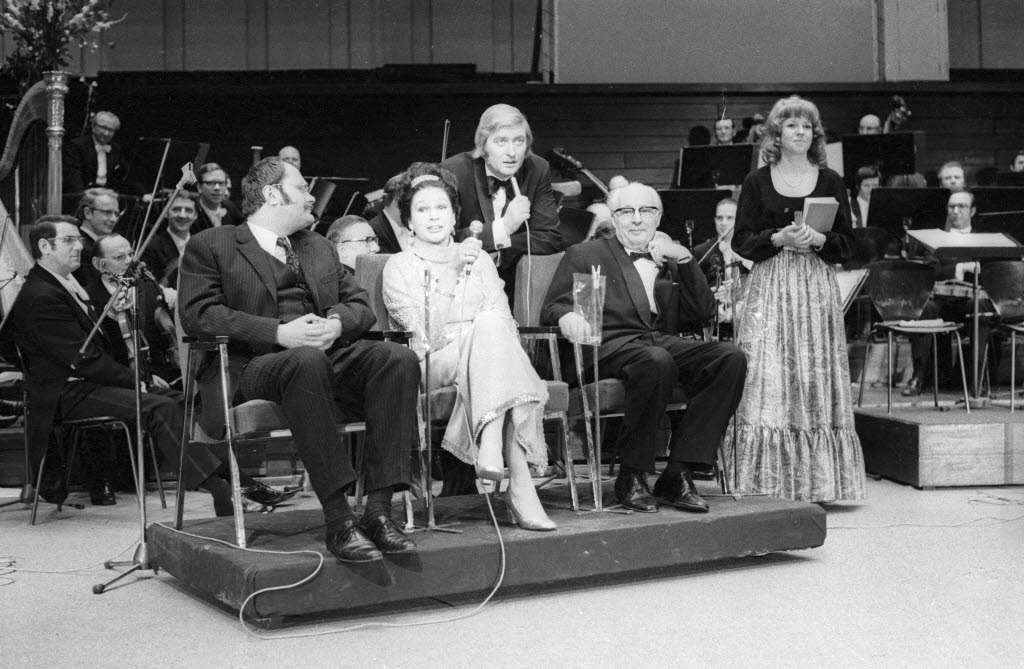
Peer Augustinski (z mikrofonem z tyłu) 1972

W 1964 rozpoczął karierę jako aktor teatralny we Frankońskim Teatrze „Schloss Maßbach”, gdzie występował do 1966. Następnie grał na scenach teatrów w Hof (1966–1968), Flensburgu (1968–1970), Kilonii (1970–1972) i Kolonii (1972-1977). W późniejszym okresie pracował jako niezależny aktor. Na deskach teatralnych zaprezentował wiele ról, nadając im zawsze osobisty rys. Odbył tournee po Niemczech, Austrii i Szwajcarii.
Ogromną popularność osiągnął dzięki kultowemu serialowi Michaela Pfaffhara „Klimbim” – niemieckiej wersji amerykańskiego serialu komediowego „Laugh In”. Jako gość szalonej rodziny Klimbimów był od 1976 ulubieńcem telewidzów w całym kraju. Gościł na stałe na ekranie, prezentując niespotykaną wszechstronność w rolach komediowych, licznych serialach i jednorazowych produkcjach. Występował również gościnnie w popularnych filmach kryminalnych, a także odnosił sukcesy jako prezenter telewizyjny m.in. w kilkakrotnie nagradzanym magazynie satyrycznym „Fiktiv”. W 1999 otrzymał Srebrną Różę Montreux za osiągnięcia aktorskie.
Pracował jako aktor dubbingowy dla Tima Allena, Jeffa Danielsa, Dudleya Moora i Jeana Reno. W niemiecko-francuskim filmie animowanym „Asterix podbija Amerykę” (1994) zagrał tytułową rolę. Ponadto m.in. w: „Głupi i głupszy” (1994), „Toy Story” (1995) „Toy Story 2” (1999), „Gangi Nowego Jorku” (2002). Był oficjalnym aktorem dubbingowym Robina Williamsa. Z wyjątkiem Peddlera w „Aladynie”, użyczał głosu Williamsowi we wszystkich filmach i rolach telewizyjnych, poczynając od „Chwytaj dzień” (1886) do „Czekając na cud” (2004). Do najbardziej znanych filmów z jego udziałem jako aktora głosowego należą: „Good Morning, Vietnam” (1987), „Stowarzyszenie Umarłych Poetów” (1989), „Przebudzenia” (1990), „Fisher King” (1991), „Zabaweczki” (1992), „Buntownik z wyboru” (1997). Gdy Robin Williams otrzymał w 1997 Oscara za ostatni z wymienionych filmów, wysłał Augustinskiemu miniaturkę statuetki z dopiskiem:

Dziękuję za uczynienie mnie sławnym w Niemczech.
(Thank you for making me famous in Germany.)
Robin Williams

### Walka z chorobą
5 listopada 2005, podczas nagrywania audiobooka, przeszedł udaru mózgu. Od tego czasu wymagał opieki z powodu jednostronnego paraliżu, stopniowo wracając do ograniczonej aktywności. Podczas publicznych wystąpień w programach telewizyjnych opisywał konsekwencje swojej choroby i postępy w leczeniu. Na kilka tygodni przed 70. urodzinami zaprezentował swoją książkę „Jak grom z jasnego nieba – moje burzliwe życie przed i po udarze”, będącą „ekscytującym połączeniem relacji pacjenta i wiedzy eksperckiej” fizjoterapeutki z Tybingi Doris Brötz. Książka ukazała się również w formie audiobooka z jego głosem. Dzięki żelaznej dyscyplinie i pomocy żony Giseli, zdołał odzyskać częściową sprawność i powrócić do pracy w zawodzie. Ponownie przejął dubbingowanie Robina Williamsa w amerykańskim dramacie „Cudowne dziecko” (2007), a następnie w komedii „Noc w muzeum 2” (2009). W 2007 wziął udział jako Poncjusz Piłat w pierwszym scenicznym czytaniu Biblii w tłumaczeniu Marcina Lutra, zainicjowanym przez Niemieckie Towarzystwo Biblijne. W czerwcu 2008 pojawił się w Kolonii na czytaniu thrillera Chandlera McGrew „Cold Heart”. Zwycięstwo nad niepełnosprawnością świętował w 2010 występem w Komödie Fürth w sztuce brytyjskiego pisarza Raya Cooneya „Wszyscy na zwolnieniu”.

### Życie prywatne
Peer Augustinski był dwukrotnie żonaty. Z Ute Augustinski miał dwoje dzieci: Olivię (ur. 1964) i Peer-juniora (ur. 1966). Olivia Augustinski jest aktorką i modelką, wystąpiła m.in. w serialu ARD „Marienhof” nadawanym na kanale „Das Erste”. W 1972 Peer Augustinski ożenił się z Giselą Ferber, z którą miał syna Berndta – producenta muzycznego. Był kuzynem aktora teatralnego i dubbingowego Rolfa Schulta. Pod koniec życia mieszkał w Overath k. Kolonii. Zmarł w wieku 74 lat wskutek powikłań po epilepsji, niecałe dwa miesiące po Robinie Williamsie.

## Filmografia
- 1977: Pariser Geschichten
- 1980: Susi – Paul
- 1982: Krimistunde
- 1983: Hanna von acht bis acht
- 1984: Abgehört
- 1987: Dies Bildnis ist zum Morden schön – Gerald Waddington
- 1990–1993: Der Millionenerbe
- 1990: Liebesgeschichten
- 1993: Vater braucht eine Frau – Karli Schultheiss
- 1995: Hotel Mama – Benno Behrens
- 1997: Hotel Mama – Die Rückkehr der Kinder – Benno Behrens
- 2002: Abendstimmung – Hilmar Dornhauser

## Role głosowe
- 1994: Asterix podbija Amerykę – Asterix (głos, niemiecki dubbing)
- 1997: Nieustraszony Kwartet – Doktor Gier (głos)
- 2002: Król Maciuś I – Zeremonienmeister (głos)

## Publikacje
- Jak grom z jasnego nieba – moje burzliwe życie przed i po udarze. (we współpracy z terapeutką Doris Brötz), Trias Verlag, 2010, ISBN 978-3-8304-3534-1.

## Nagrody
- 1999: Srebrna Róża Montreux
- 2009: Nagroda Publiczności (Die Silhouette) w kategorii „za całokształt osiągnięć dla aktora głosowego”